# Sylvie Le Bon de Beauvoir
Pour les articles homonymes, voir Bertrand de Beauvoir et Beauvoir.
Sylvie Le Bon-Bertrand de Beauvoir, ou Sylvie Le Bon de Beauvoir, est une professeure de philosophie et éditrice française, née le 19 janvier 1941 à Rennes (Ille-et-Vilaine). Elle est la fille adoptive de Simone de Beauvoir ; sa rencontre avec celle-ci est racontée dans le livre Tout compte fait que Beauvoir lui a dédié.

## Parcours

### Amitié avec Simone de Beauvoir
Dans les années 1960, Sylvie Le Bon est élève à l’École normale supérieure de Sèvres (ENSJF). Agrégée de philosophie, passionnée par les livres de Beauvoir, elle décide de lui écrire pour la rencontrer. D’abord intimidée, elle devient rapidement, malgré son jeune âge, l’amie de l'écrivaine quinquagénaire. Ensemble, elles voyagent et partagent leur conception de la philosophie et du féminisme.
Lorsque Jean-Paul Sartre meurt en 1980, Simone de Beauvoir est une femme fatiguée et malade dont Sylvie prend soin. Afin de ne pas être tributaire de sa sœur, Hélène de Beauvoir, Simone décide d’adopter Sylvie et de lui confier par la même occasion les droits moraux de son œuvre littéraire.

### Edition et traductions
Sylvie Le Bon de Beauvoir est la présidente d’honneur du prix Simone de Beauvoir pour la liberté des femmes aux côtés de Julia Kristeva et l'auteur de l'album de la Pléiade 2018 consacré à Simone de Beauvoir. Elle est la seule héritière des droits moraux sur ses écrits. Depuis sa mort en 1986, elle en a publié plusieurs, notamment Journal de guerre septembre 1939-janvier 1941 et la correspondance avec Jean-Paul Sartre, Jacques-Laurent Bost et Nelson Algren.
Elle a traduit en 1997 la correspondance de Nelson Algren avec sa mère, enterrée avec son anneau au doigt, complétant le récit de cette relation passionnée (1947-1951) dans Les Mandarins (1954), mais sans obtenir l'autorisation de publier celles de Nelson Algren. Les deux amants étaient alors décédés depuis 11 et 16 ans.
Sylvie Le Bon de Beauvoir n'a pas publié celles avec le concubin de sa mère de 1952 à 1959, l'écrivain Claude Lanzmann, qui a versé en 2018 celles reçues à l'Université de Yale, faute d'avoir le droit de les publier en France, sans accord concernant leur publication aux Etats-Unis. "Pendant des années, je n’ai pas pensé une seconde" à les publier, a déclaré ce dernier à Franck Nouchi, médiateur du quotidien Le Monde, en déplorant que sa biographie de l'année précédente  n'ait pu être complétée de trois lettres reçues de Simone de Beauvoir. Dans un droit de réponse inséré le même 19 janvier 2018 dans Le Monde, Sylvie Le Bon de Beauvoir précise avoir prévu une "publication intégrale" des lettres "sauvegardées de Simone de Beauvoir à Claude Lanzmann, en 1952, l’année de leur rencontre" mais maintenant "revoir" sa position suite à ce différend public, sans évoquer celles reçues à la même période de Claude Lanzmann. Leur liaison avait débuté en juillet 1952, veille du départ de Lanzmann en Israël et de Simone de Beauvoir en Italie, au cours d'un mois où le journal Les Temps modernes publie cinq articles, sur les événements en France qui ont modifié pour quelques années son orientation politique, se rapprochant du PCF selon une lettre de Simone de Beauvoir le 2 juillet. L'un des cinq est le deuxième de Lanzmann pour la revue, après avoir déjà collaboré, pour le numéro d'avril, à un ensemble cinq articles consacrés la liberté de la presse en France,.

## Œuvres et travaux

### Littérature
- Jean-Paul Sartre, La Transcendance de l'ego - Esquisse d'une description phénoménologique, introduction, notes et appendices par Sylvie Le Bon de Beauvoir, Librairie philosophique J. Vrin, 1965
- Sylvie Le Bon de Beauvoir, « Le Deuxième Sexe : l'esprit et la lettre », L'Arc, n° 61, 1975
- Simone de Beauvoir, Journal de guerre septembre 1939-janvier 1941, édition présentée et annotée par Sylvie Le Bon de Beauvoir, Gallimard[14], 1990
- Simone de Beauvoir, Lettres à Sartre 1930-1939 et Lettres à Sartre 1940-1963, éditions présentées, établies et annotées par Sylvie Le Bon de Beauvoir, Gallimard[14], 1990
- Simone de Beauvoir, Lettres à Nelson Algren. Un amour transatlantique 1947-1964, texte établi, traduit de l'anglais et annoté par Sylvie Le Bon de Beauvoir, Gallimard[14], 1997
- Simone de Beauvoir, Jacques-Laurent Bost, Correspondance croisée 1937-1940, édition établie, présentée et annotée par Sylvie Le Bon de Beauvoir, Gallimard[14], 2004
- Simone de Beauvoir, Cahiers de jeunesse 1926-1930, texte établi, édité et présenté par Sylvie Le Bon de Beauvoir, Gallimard[14], 2008
- Jacques Deguy, Sylvie Le Bon de Beauvoir, Simone de Beauvoir - Écrire la liberté, Gallimard[14], coll. « Découvertes Gallimard/Littératures » (no 522), 2008  (ISBN 9782070349012)
- Sylvie Le Bon de Beauvoir, Album de la Pléiade Simone de Beauvoir, n° 57, Gallimard[14], Paris, 2018  (ISBN 9782070179534)

### Filmographie
Participations
- 1989 : Daughters of de Beauvoir de Randall Wright, documentaire de la série littéraire télévisée Bookmark
- 2008 : Simone de Beauvoir, une femme actuelle de Dominique Gros, documentaire télévisé